# 王光祖 (明朝)
王光祖（1518年—1581年），字子孝，號槐軒，京師大名府魏縣（今河北魏縣駐地魏城鎮）民籍山西黎城县人，明朝政治人物。

## 生平
嘉靖二十二年（1543年）癸卯科順天府鄉試第十四名舉人。嘉靖二十三年（1544年）中式甲辰科會試第一百十七名，登第三甲第四十二名進士。授夏津縣知縣，以外艰归。服除，改陽信縣，二十九年九月升任河南道試监察御史，三十年三月實授，三十三年巡按辽东，出为汝宁府知府，又调苏州府，未任，改调登州府，升湖广按察司副使，备兵辰沅，官終陝西右參政，分守凉州，四十一年正月以考察罢黜，卒年六十四。

## 家族
曾祖王玘；祖父王文；父王煩（王璠），母申氏，封太孺人。具庆下。弟王光考。